# مؤسسه طراحی اومئو
مؤسسه طراحی اومئو (به سوئدی: Designhögskolan i Umeå) به اختصار UID یک دانشگاه و مرکز آموزشی وابسته به دانشگاه اومئو است.
این دانشگاه که در سال ۱۹۸۹ میلادی تأسیس شده است تنها مرکز آموزشی منطقه اسکاندیناوی است که بین ۶۰ دانشگاه برتر طراحی در جهان قرار دارد.
مؤسسه طراحی اومئو در مقاطع کارشناسی، کارشناسی ارشد، دکترا و همین‌طور دوره‌های یک‌ساله فعالیت می‌کند.